# Leptostigma pilosum
Leptostigma pilosum là một loài thực vật có hoa trong họ Thiến thảo. Loài này được (Benth.) Fosberg mô tả khoa học đầu tiên năm 1982.